# Tropas Pablo Úbeda

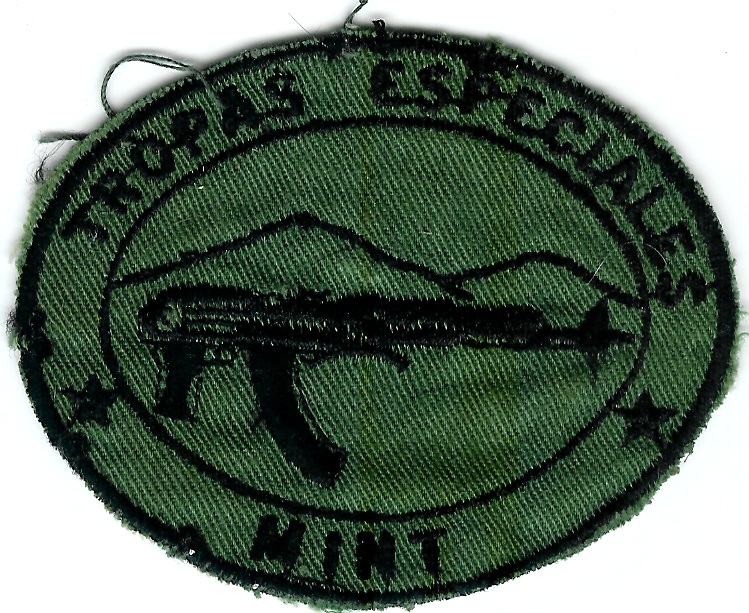
Tropas Pablo Úbeda

Die (Spanisch) Tropas Pablo Úbeda (auch: Tropas especiales Pablo Úbeda) war eine paramilitärische Spezialeinheit des nicaraguanischen Innenministeriums (Spanisch: Ministerio del Interior = MINT). Sie wurden 1979 gegründet und waren in den ersten Jahren des Contra-Kriegs eine der wichtigsten Einheiten der sandinistischen Kriegführung gegen die Contra.

## Gründung, Einsatz
Soweit bekannt, rekrutierten sich die TPU aus den Guerillakommandos der Frente Sandinista. Benannt wurden sie nach dem FSLN-Guerillero Rigoberto Cruz Argüello (* ?, † 27. August 1967 Pancasán) alias Pablo Úbeda, der am 27. August 1967 in der Kolonne Silvio Mayorga Delgado in der Nähe der Hazienda Washington bei Pancasán, Departamento Matagalpa, in einen Hinterhalt der Guardia Nacional de Nicaragua geriet und zusammen mit 7 weiteren Mitgliedern der Gruppe einschließlich Mayorgas fiel. Schon während der Nicaraguanischen Revolution 1978/79 hatte eine FSLN-Einheit unter dem Namen Frente Pablo Úbeda operiert.
Die TPU waren gleichermaßen eine paramilitärische wie polizeiliche Spezialheit und deckten ein großes Aufgabenspektrum von der Counterinsurgency gegen die Contra bis zur Terrorismusbekämpfung ab. Dazu gehörte der Einsatz gegen bewaffnete Demonstranten wie auch Geiselnehmer. Sie erfüllten daher auch Funktionen analog zu US-amerikanischen SWAT-Teams oder der 9. Volkspolizei-Kompanie der Deutschen Volkspolizei. Aufgestellt wurden sie nach dem Vorbild des kubanischen Innenministeriums MININT.
Die TPU arbeiteten eng mit der Dirección General de la Seguridad del Estado (DGSE = Allgemeine Direktion der Staatssicherheit), dem nicaraguanischen Pendant des Ministeriums für Staatssicherheit, zusammen, sowie der Dirección Quinta (Fünfte Direktion) des MINT, die für die nachrichtendienstliche Aufklärung gegen die Contra außerhalb Nicaraguas (vor allem in Honduras und Costa Rica) zuständig war.
Die bevorzugte Operationsweise der TPU gegen die Contras war die Bildung so genannter Bandas fantasmas (Gespensterbanden). Dabei tarnten sich die TPU als vorgebliche Contra-Kommandos und nahmen im Operationsgebiet der Contras, meist im Norden Nicaraguas an der Grenze zu Honduras, Kontakt zu realen Contras auf. Hatten diese die vorgebliche Legende akzeptiert, wurden sie nachts von den TPU in einem gemeinsamen Lager überfallen und liquidiert; Gefangene wurden offenbar selten gemacht.

## OperationCiclón1984 und die Auflösung
Durch die Entwicklung eines eigenen Konzepts zur Counterinsurgency durch das Sandinistische Volksheer (EPS) und die Gründung der Batallones de Lucha Irregular (BLI = Bataillone für den irregulären Kampf), die nun auf sandinistischer Seite die Hauptlast im Contra-Krieg trugen, verloren die TPU generell an Bedeutung, zumal das EPS in den Tropas Pedro Altomirano (TPA) eine analoge Truppe besaß ähnlich der sowjetischen Speznas.
Zu einem innersandinistischen Eklat führte 1984 der Einsatz der TPU in der Operation Ciclón im Departamento Boaco. Nach Angaben des ehemaligen guatemaltekischen Guerillero Julio César Macías alias César Montes, der in seinen Memoiren angibt, Mitglied der TPU gewesen zu sein, hatten die TPU im Oktober/November 1984 einen Hinterhalt für eine Contragruppe der ARDE von Edén Pastora gelegt, die von einem Kommandanten Ciclón geführt wurde. Der Hinterhalt war von dem eigentlichen Führer der TPU, Hauptmann (Capitán) Alí Gómez García (* 1951 Caracas, † 8. Mai 1985 Ciudad Sandino) alias Nicanor, sorgfältig vermint worden. Beim Überfall auf die Contrakolonne am 5. November 1984 wurden angeblich gut 80 Contras getötet. Als einziges Mitglied der TPU fiel ihr nomineller Führer, Enrique Schmidt, der nach Macías durch ein Mitglied der TPU versehentlich erschossen wurde. 
Die Umstände von Schmidts Tod wie auch der Umstand, dass Schmidt, der zu diesem Zeitpunkt Minister für Telekommunikation war, den Einsatz überhaupt formal leitete, obwohl er nicht die notwendige militärische Qualifikation besaß, sind bis heute ungeklärt. Nach Miranda waren sowohl Daniel als auch Humberto Ortega über Schmidts Einsatz empört und die Operation ein Grund für die Auflösung der TPU bzw. ihre Überführung in die Spezialeinheiten des EPS, die PUFE (vorher TPA), 1986/87. (Miranda, S. 35) Alí Gómez fiel bereits am 8. Mai 1985 bei einem Einsatz; Einzelheiten sind bislang nicht bekannt.

## Organisation, Uniformierung, Bewaffnung
Nach Miranda und Jiménez besaßen die TPU eine Stärke von 3–500 Mann, nach Jurado/Thomas 2000, was stark übertrieben sein dürfte (Jurado/Thomas, S. 24). Als Ausbilder fungierten anfänglich Vietnamesen und Nordkoreaner, die Uniform bestand im regulären Dienst aus dem Sommer-Kampfanzug der Nationalen Volksarmee.
Die TPU benutzten vorzugsweise sowjetische Waffen, vor allem den auch im EPS gebräuchlichen Maschinenkarabiner AK-47.